# 石塚志乃
石塚 志乃（いしづか しの、1979年（昭和54年）12月6日 - ）は、山形県鶴岡市出身の、日本の元スキー選手、FISワールドカップ元日本代表選手、元ライフセーバー。

## 略歴
- 1979年（昭和54年）12月6日 - 山形県鶴岡市三瀬に生れる。父親は創業約300年の老舗旅館『坂本屋』の9代目館主。
- 小学校では陸上部に在籍。
- 1992年（平成4年） - 鶴岡市立三瀬小学校卒業。
  - 鶴岡市立豊浦中学校に入学し、夏は陸上部、冬はスキー部に在籍し、合間にテニスもやっていた。
- 1995年（平成7年） - スキーを一時引退。
  - 同中学校卒業、山形県立鶴岡南高等学校に進学し陸上競技に専念する。
- 1998年（平成10年） - 同高等学校卒業。
  - 玉川大学に進学し陸上競技を続ける。
- 2002年（平成14年） - 同大学を卒業し、大手ホテルでフロント勤務として働く。
- 2003年（平成15年） - スキーを再開する。
  - アルペンスキーFISワールドカップ2003志賀高原大会で事務局員を務める。
  - 12月25日 - 瀧澤宏臣に新競技スキークロスを勧められ、スキークロスを始める。
- 2004年（平成16年） - FISワールドカップ日本代表選手となる。
  - 1月18日 - 第26回神奈川県民体育大会・成年女子A2位。
- 2005年（平成17年） - 「株式会社ASPO」に入社。
  - 1月16日 - スキークロスヨーロッパカップ（イタリア）で5位となる。
  - 2月10日 - FISワールドカップ苗場大会・17位。
  - 6月4日 - 第18回全日本ライフセービング種目別選手権大会・女子ビーチスプリント・第2位、 女子ビーチフラッグス・第5位。
- 2006年（平成18年）1月15日 - JAPAN CROSSGAME MASTERS （北海道富良野スキー場） 第1戦・優勝。
  - 1月29日 - JAPAN CROSSGAME MASTERS （新潟県苗場スキー場） 第2戦・第2位。
  - 2月27日 - JAPAN CROSSGAME MASTERS （新潟県妙高杉ノ原スキー場） 第5戦・第3位。
  - 2月21日 - 第61回国民体育大会冬季スキー競技会・大回転11位。
  - 3月11日 - FISワールドカップ第4戦スペイン・シエラネバダ大会・予選18位。
- 2007年（平成19年） - 第62回国体スキー競技会神奈川県選考会・成年B女子2位。
  - 第62回国民体育大会（秋田わか杉国体）冬季スキー競技会・成年女子B 28位。
  - スキー選手を引退。
  - 5月26日 - 結婚する。
- 2008年（平成20年） - 『超一流自己実現力』喜熨斗勝史：著 ISBN 978-4-05-403713-7 に、モデルとして写真が掲載。
- 2009年（平成21年）1月14日 - 第一子出産。
  - 現在は、リフレッシュトレーナーとして働く。（2009.1.14第一子出産のため現在育児休暇中）

## 主な出典
- 本人のブログ
- コレカラキレカラ
- 神奈川県スキー連盟
- 日本ライフセービング協会
- ISHIZUKA Shino - 国際スキー連盟のプロフィール （英語）（英語）